# Incarvillea younghusbandii
Incarvillea younghusbandii es una especie de planta herbácea pertenecientes a la familia Bignoniaceae.   

## Descripción
Son hierbas perennes que alcanzan un tamaño de 10-20 cm de altura, sin tallo. Las raíces carnosas, de 6-11 mm de diámetro. Hojas basales, compuestas 1-pinnadas; eje de hoja de 3-4 cm; folíolos laterales 2-5 pares, sésiles, ovadas-elípticas, de 1-2 x  1 cm, escabrosas, con el margen serrado; folíolo terminal ovado-redondeado de 3-5 (-7) X 3-5 (-7) cm redondeado, base cordada, ápice obtuso o redondeado. Las inflorescencias cortas racemosas, de 3-6 de flores o solitarias. Pedicelo de 6-9 mm. Cáliz acampanado, 0,8-1,2 cm, glabros; dientes 5, desiguales, suaves, de 5-7 mm. Corola con forma de tubo, 4-7 cm; tubo de color naranja-amarillo. El fruto es una cápsula casi leñosa, fuertemente curvada, 3-4.5 cm, 4-angular. Semilla casi negra, elipsoide. Fl. mayo-agosto, fr. agosto-octubre.

## Distribución y hábitat
Se encuentra en la grava, en pendientes, entre matorrales; a una altitud de 4000-5500 metros en Qinghai, Xizang de China.

## Propiedades
De la planta se puede aislar el principio activo: imperatorina.

## Taxonomía
Incarvillea younghusbandii fue descrito por Thomas Archibald Sprague y publicado en Bulletin of Miscellaneous Information Kew 1907(8): 320. 1907.
Etimología
Incarvillea: nombre genérico que fue nombrado en honor del jesuita francés, Pierre Nicholas Le Chéron d'Incarville.
younghusbandii: epíteto  otorgado en honor del explorador inglés Francis Younghusband.